# 埼玉県立上尾沼南高等学校
埼玉県立上尾沼南高等学校（さいたまけんりつ あげおしょうなんこうとうがっこう）は、埼玉県上尾市原市に所在した公立の高等学校。

## 設置学科
- 普通科

## 沿革
- 1979年（昭和54年） - 埼玉県立上尾沼南高等学校開校
- 2008年（平成20年） - 埼玉県立上尾東高等学校と統合され、埼玉県立上尾鷹の台高等学校となる（校地は現在地）。

## クラブ
運動部
- ハンドボール部
- バスケットボール部
- ラグビー部
- バドミントン部
- 卓球部

文化部
- 美術部
- 写真部
- 電算部
- 山岳部
- 華道部
- 軽音楽部
- 茶道部

## おもな卒業生
- 長谷川紀子 - 女優（劇団SET所属）

## 交通
- JR宇都宮線東大宮駅より東武バス（原市団地行き）団地北口バス停下車徒歩10分
- 埼玉新都市交通伊奈線（ニューシャトル）沼南駅下車徒歩10分